# Procrangonyx stygoedincus
Procrangonyx stygoedincus is een vlokreeftensoort uit de familie van de Pseudocrangonyctidae. De wetenschappelijke naam van de soort is voor het eerst geldig gepubliceerd in 2007 door Sidorov & Holsinger.